# Samurai Shodown III: Blades of Blood
Samurai Shodown III: Blades of Blood connu au Japon sous le titre de Samurai Spirits: Zankurō Musōken (サムライスピリッツ 斬紅郎無双剣, Samurai Supirittsu Zankurō Musōken), est un jeu vidéo de combat développé et édité par SNK en 1995 sur système d'arcade Neo-Geo MVS, sur console Neo-Geo AES et Neo-Geo CD (NGM 087),.
L'histoire du jeu se déroule entre Samurai Shodown et Samurai Shodown IV.
Sur Neo-Geo, SNK publie Samurai Shodown III sur arcade via le système MVS le 15 novembre 1995 puis sur support cartouche pour la Neo-Geo AES le 1er décembre 1995, et enfin sur disque compact pour la Neo-Geo CD le 22 décembre 1995,,,.
Samurai Shodown III est développé par Ukiyotei pour la conversion sur PlayStation. Cette version est publiée au Japon le 30 août 1996, en Amérique du Nord le 30 novembre 1996 et en Europe, le 1er mars 1997. La version Sega Saturn est développée par SIMS Co., le titre est publié uniquement au Japon le 8 novembre 1996.

## Système de jeu
Le gameplay de Samurai Shodown III évolue et possède maintenant une configuration à trois boutons pour l'arme blanche et d'un bouton pour les coups de pied. De nouvelles furies ont été ajoutées et le joueur a la possibilité d'esquiver des coups ou même de se placer derrière son adversaire à l'aide d'une glissade. Le jeu est composé de douze personnages dont quatre inédits, mais certains personnages des précédents volets ont été retirés, dont Charlotte.
Deux styles de combat sont proposés, baptisés « Bust » et « Slash », certains coups varient selon le style choisi et les furies peuvent différer également. La différence de style peut également être visible à l'écran, principalement avec le personnage de Nakoruru, où elle est accompagnée d'un aigle avec le style « Slash » et d'un loup avec le style « Bust ».

## Personnages
Samurai Shodown III comprend cinq nouveaux personnages, dont Shizumaru Hisame, qui est le protagoniste du jeu. Hisame est amnésique, il se bat à l'aide d'une ombrelle et est à la recherche de Zankuro Minazuki qu'il pense pouvoir lui rendre la mémoire.
Basara, second nouveau personnage, est ressuscité pour se venger de son propre meurtre, il utilise un shuriken géant à trois lames accroché à une chaîne comme arme de combat. Rimururu est la sœur cadette de Nakoruru, elle se sert d'un kodachi comme arme blanche et manie le pouvoir de la glace. Elle se bat pour se venger d'Amakusa, boss du premier Samurai Shodown.
Anciens personnages
- Haohmaru
- Nakoruru
- Genjuro Kibagami
- Ukyo Tachibana
- Galford D. Weller
- Hanzo Hattori
- Kyoshiro Senryo
- Shiro Tokisada Amakusa

Nouveaux personnages
- Shizumaru Hisame
- Rimururu
- Basara
- Gaira Caffeine
- Kim Ung Che (uniquement dans la version coréenne)